# 신민당 (1967년)
신민당(新民黨)은 1967년 창당, 1980년 헌법 9호 부칙에 의해 해산되기까지 존재했던 대한민국의 정당이다. 제3공화국과 제4공화국 체제에서 제1야당으로 활동했다.

## 역사
- 1967년 2월 7일, 민중당과 신한당을 중심으로 분열된 민주세력을 모아 창당
- 1967년 2월 11일 등록
- 1969년 9월 8일 자진해산
- 1969년 9월 22일 등록
- 1970년 1월 26일 - 자유당을 흡수합당
- 1970년 2월 3일 - 한국독립당을 흡수합당
- 1971년 김대중 후보가 대통령 선거에 출마
- 1980년 10월 27일 제5공화국 헌법 부칙에 의해 자동해산되었다.[1]

## 역대 지도부
| 대수 | 역대 대표 | 직함         | 임기                               | 비고                                         |
| ---- | --------- | ------------ | ---------------------------------- | -------------------------------------------- |
| 1    | 유진오    | 대표위원     | 1967년 2월 7일 ~ 1968년 5월 20일   |                                              |
| 2    | 유진오    | 총재         | 1968년 5월 20일 ~ 1969년 5월 21일  |                                              |
| 3    | 유진오    | 총재         | 1969년 5월 21일 ~ 1969년 9월 7일   | 당 자진해산                                  |
| 4    | 유진오    | 총재         | 1969년 9월 20일 ~ 1970년 1월 26일  | 뇌줄중으로 사퇴                              |
| 5    | 유진산    | 대표위원     | 1970년 1월 26일 ~ 1971년 5월 8일   | 진산 파동으로 사퇴                           |
| 임시 | 김홍일    | 대표대행     | 1971년 5월 8일 ~ 1971년 7월 21일   | 유진산 사퇴로 권한대행                       |
| 6    | 김홍일    | 대표위원     | 1971년 7월 21일 ~ 1972년 9월 26일  |                                              |
| 7    | 유진산    | 대표위원     | 1972년 9월 26일 ~ 1973년 1월 23일  | 단독 전당대회로 선출, 유신 후 통합 위해 사퇴 |
| 임시 | 정일형    | 총재권행대행 | 1973년 1월 23일~ 1973년 5월 7일    | 유진산 사퇴로 권행대행                       |
| 8    | 유진산    | 총재         | 1973년 5월 7일 ~ 1974년 4월 28일   | 서거                                         |
| 임시 | 김의택    | 총재권한대행 | 1974년 4월 28일 ~ 1974년 8월 22일  | 유진산 서거로 대행                           |
| 9    | 김영삼    | 총재         | 1974년 8월 22일 ~ 1976년 5월 25일  |                                              |
| 임시 | 이충환    | 총재권한대행 | 1976년 6월 12일 ~ 1976년 9월 15일  | 통합전당대회를 위한 임시직                   |
| 10   | 이철승    | 대표최고위원 | 1976년 9월 15일 ~ 1979년 5월 30일  |                                              |
| 11   | 김영삼    | 총재         | 1979년 5월 30일 ~ 1979년 9월 8일   | 총재단 직무정지                              |
| 임시 | 정운갑    | 총재직무대행 | 1979년 9월 8일 ~ 1979년 12월 12일  | 김영삼 직무정지로 대행                       |
| 11   | 김영삼    | 총재         | 1979년 12월 12일 ~ 1980년 8월 13일 | 신군부 협박으로 정계은퇴                     |
| 임시 | 이민우    | 총재권한대행 | 1980년 8월 13일 ~ 1980년 10월 27일 | 5공화국 헌법부칙에 따라 해산                 |

## 주요 선거 결과

### 대통령 선거
|  | 40.93% |

|  | 45.25% |

### 국회의원 선거
|  | 21.37% |

|  | 32.7% |

|  | 25.71% |

|  | 42.48% |

|  | 44.3% |

|  | 43.63% |

|  | 35.62% |

|  | 32.5% |

|  | 23.74% |

|  | 39.61% |

|  | 32.8% |

|  | 26.41% |

## 역대 전당대회

### 민중당-신한당 통합 선언대회
1967년 2월 7일 민중당과 신한당은 통합전당대회를 열고 양당통합을 만장일치로 선언하며 당명을 신민당으로 결정한 뒤, 당헌과 정강정책을 채택하고 대한민국 제6대 대통령 선거 후보에 윤보선 전 대통령, 대표위원에 유진오 고려대 전 총장을 추대했다.

### 신민당 제2차 전당대회
1968년 5월 20일 신민당 전당대회는 총재를 중심으로 한 단일지도체제를 채택하고 유진오 대표를 총재로 추대했다.

### 신민당 제3차 전당대회
1969년 5월 21일 신민당 전당대회는 유진오 총재를 재추대하고 건전한 자유민주정치 풍토의 구현과 대중경제체제확립을 위한 정강정책을 채택한 뒤 부총재를 4명으로 늘리되 총재가 임명토록하고 정무위를 두도록 당헌을 개정했다.

### 1969년신민당 임시 전당대회
삼선개헌 반대를 당론으로 하고 있던 중 7월말 성낙현, 조흥만,연주흠 의원이 개헌 지지 성명을 발표하였다. 당시 헌법개정안 가결정 족수는 117명 이었는데, 이 세 의원이 개헌안을 지지하면서 개헌안 찬성 서명의원이 122명이 되었다. 이에 신민당 유진오 총재는 9월 7일 긴급 전당대회를 열어 헌법개정지지성명을 낸 3명을 제외한 나머지 의원 44명을 제명하고 당을 해산함으로써 헌법개정지지성명을 냈던 의원의 의원직이 상실 됐다. 무소속이 된 44명의 의원은 원내교섭단체인 신민회(新民會)를 구성하기로 합의하고 다음의 결의문을 발표하였다.

조국의 자유민주체제를 파탄시키는 삼선개헌을 기어코 저지하기 위하여 눈물을 머금고 당을 바친 우리들은 무거운 책임감과 숭고한 사명감을 한층 사명감을 한층 되새기면서 다름과 같이 결의한다.
1. 공화당과 박대통령은 이제라도 삼선개헌을 즉시 철회하라.
2. 우리는 총력을 경주하여 삼선개헌분쇄의 싸움을 더욱 강화한다. 우리는 먼저 개헌안이 국회에서 부결되도록 하기 위하여 모든 악조건 속에서 싸우고 있는 국회의원들에게 최대의 지원을 보낸다.
3. 박정권은 개헌안의 강행을 위하여 민권을 억압하고 국민의 정당한 의사표시를 방해하고 있다. 우리는 이러한 불법사태를 엄중히 규탄하며 아울러 일절의 부당한 민권강압행위를 즉시 중지할 것을 요구한다.
4. 박정권은 개헌안의 강행을 위하여 정부의 예산과 기재와 공무원을 불법으로 동원하고 있다. 이는 국민의 혈세와 공복을 사용하는 것으로서 명백한 범죄다. 우리는 이러한 범죄를 역사에 고발하면서 모든 양심적인 공무원이 범법행위를 거부하고 국민의 편에서 총궐기할 것을 촉구한다.
5. 고난 속에서 굳게 뭉쳐 싸워온 우리 동지들은 우리의 불가피한 당의 해체가 가져올 모든 과도적 혼란과 부작용 그리고 악랄한 정보정치의 파괴공작을 엄중히 경계하면서 최단 시일내에 당을 재건할 것을 다짐한다.

### 신민당 창당대회
1969년 9월 20일 신민당 창당준비위원회는 창당대회를 열고 유진오 전 신민당 총재를 총재로 추대하고 유진산, 이재형, 조한백 전 신민당 부총재들을 부총재로 추대한 뒤 구 신민당의 당헌과 정강정책을 그대로 채택함으로써 신민당을 복원했다.

### 1970년신민당 임시 전당대회
1970년 1월 26일 뇌졸중으로 인한 유진오 총재의 사퇴로 열린 신민당 임시 전당대회는 유진오 총재의 사표를 수리한 뒤 총재직 대신 대표위원제와 정무회의를 두도록 당헌을 개정하고 대표 선거에 들어갔다.
| 득표순위 | 이름     | 득표수   | 득표율 | 비고 |
| -------- | -------- | -------- | ------ | ---- |
| 1        | 유진산   | 286      | 47.2%  |      |
| 2        | 이재형   | 192      | 31.7%  |      |
| 3        | 정일형   | 115      | 19%    |      |
| 총투표수 | 총투표수 | 총투표수 | 606    |      |

1차투표에서 과반득표자가 나오지 않자 정일형 전 부총재는 이재형 부총재 지지를 호소하며 사퇴했고 결선투표 결과 유진산 수석부총재가 과반득표로 새 대표로 선출되었다. 이는 박정희 정권의 정치공작에 힘입은 것이기도 했다.
| 득표순위 | 이름     | 득표수   | 득표율 | 비고 |
| -------- | -------- | -------- | ------ | ---- |
| 1        | 유진산   | 327      | 54%    |      |
| 2        | 이재형   | 276      | 45.5%  |      |
| 총투표수 | 총투표수 | 총투표수 | 606    |      |

### 1971년신민당 임시 전당대회
1971년 5월 8일. 진산 파동으로 인한 유진산 대표의 사퇴로 대표위원직이 공석이 되자 신민당은 대표선출을 위해 9월 20일 임시 전당대회를 열었다.
1차투표
| 득표순위 | 이름     | 득표수   | 득표율 | 비고 |
| -------- | -------- | -------- | ------ | ---- |
| 1        | 김홍일   | 417      | 47.3%  |      |
| 2        | 김대중   | 302      | 34.2%  |      |
| 3        | 양일동   | 172      | 19.5%  |      |
| 총투표수 | 총투표수 | 총투표수 | 882    |      |

2차투표
| 득표순위 | 이름     | 득표수   | 득표율 | 비고 |
| -------- | -------- | -------- | ------ | ---- |
| 1        | 김홍일   | 425      | 48.4%  |      |
| 2        | 김대중   | 340      | 38.7%  |      |
| 3        | 양일동   | 111      | 12.6%  |      |
| 총투표수 | 총투표수 | 총투표수 | 878    |      |

2차에 걸친 투표에도 과반득표자가 없자 김홍일 대표대행과 김대중 전 대통령 후보 간의 결선투표가 치러졌다.
| 득표순위 | 이름     | 득표수   | 득표율 | 비고 |
| -------- | -------- | -------- | ------ | ---- |
| 1        | 김홍일   | 444      | 50.7%  |      |
| 2        | 김대중   | 370      | 42.3%  |      |
| 총투표수 | 총투표수 | 총투표수 | 875    |      |

9월 21일 결선투표 결과, 김홍일 대행이 김대중 의원을 꺾고 대표위원으로 선출되었다.

### 진산계 전당대회와 반진산계 전당대회
1972년 9월 26일 유진산이 이끄는 소위 진산계만으로 시민회관에서 전당대회가 강행되어 유진산 전 대표를 대표로 선출하자, 김홍일계, 김대중계, 양일동계 등 일명 반진산연합계는 효창동 김홍일 자택에서 단독 전당대회를 열고 김홍일을 대표로 선출함으로써 두 개로 쪼개졌다.

### 1973년신민당 정기 전당대회
분열 상태에서 10월 유신이라는 날벼락을 맞은 신민당은11월 6일 김홍일 대표 측이 유진산 대표를 상대로 낸 직무정지 소송을 취하한 데에 이어 1973년 1월 23일 유진산 대표가 대표직을 사퇴함으로써 다시 통합되었고 5월 7일 통합 전당대회를 열어 2년임기의 총재직을 신설한 뒤 유진산 대표를 총재로 선출하고 민주헌정 회복 등 5개항의 결의문을 채택했다.

### 1974년신민당 임시 전당대회
1974년 4월 28일 유진산 총재가 서거하자 신민당은 8월 22일 새 총재 선출을 위한 임시 전당대회를 열었다.
| 득표순위 | 이름     | 득표수   | 득표율 | 비고 |
| -------- | -------- | -------- | ------ | ---- |
| 1        | 김영삼   | 197      | 27%    |      |
| 2        | 김의택   | 142      | 19.5%  |      |
| 3        | 정해영   | 126      | 17.3%  |      |
| 4        | 고흥문   | 111      | 15.2%  |      |
| 5        | 이철승   | 107      | 14.7%  |      |
| 총투표수 | 총투표수 | 총투표수 | 729    |      |

1차투표에서 과반득표자가 없자 2차투표로 넘어갔는데, 그 과정에서 4위인 고흥문 후보는 김영삼 후보를, 5위인 이철승 후보는 김의택 후보를 각각 지지하며 사퇴하였다.
| 득표순위 | 이름     | 득표수   | 득표율 | 비고 |
| -------- | -------- | -------- | ------ | ---- |
| 1        | 김영삼   | 324      | 44.8%  |      |
| 2        | 김의택   | 203      | 28.1%  |      |
| 3        | 정해영   | 185      | 25.6%  |      |
| 총투표수 | 총투표수 | 총투표수 | 723    |      |

2차투표에서도 과반득표자가 없자 김영삼 전 원내총무와 김의택 총재대행 간에 결선투표가 진행될 예정이었으나, 김의택 대행이 사퇴함으로써 김영삼 총무가 총재로 선출되었다.

### 신민당 전당대회 각목 난동 사건
1976년 5월 25일 새 총재 선출을 위한 신민당 전당대회가 열렸다. 이 때, 박정희 대통령과 차지철 대통령 경호실장은 참여 하의 개혁이라는 온건 노선을 내세운 이철승 국회의원이 당수로 선출되기를 바라고 정치공작을 수행하였다.
결국 차지철, 이철승의 사주를 받은 조직폭력배 김태촌은 조직을 이끌고 신민당 당사를 공격했다. 김영삼계 의원들은 김영삼과 함께 총재실로 대피해 바리케이드를 치고 버티자, 조폭들이 문을 부수고 들어오자 창문으로 뛰어내렸고, 김영삼 총재는 다리가 부러져 병원에 실려갔다. 김태촌은 신민당 대의원 명단을 불태우고, 직인을 강탈했다.
얼마 뒤에 열린 전당대회에서는 다시 김태촌이 동원한 조직폭력배들이 전당대회장에 난입하여 각목을 휘둘러 김영삼 측 대의원을 전당대회장에 들어오지도 못하게 막은 다음 비주류만의 전당대회로 이철승 의원을 대표로 선출했다.
이에 맞서 주류 측은 관훈동 당사로 가 역시 단독 전당대회를 치르면서 당은 두동강 났다. 결국 주류와 비주류는 이충환 의원을 총재대행으로 추대하고 전당대회를 다시 치르기로 합의한다.

### 1976년신민당 임시 전당대회
주류와 비주류의 합의로 다시 치러진 전당대회는 최고위원제를 도입하고 대표최고위원 선출에 들어갔다.
| 득표순위 | 이름     | 득표수   | 득표율 | 비고 |
| -------- | -------- | -------- | ------ | ---- |
| 1        | 김영삼   | 349      | 45.5%  |      |
| 2        | 이철승   | 263      | 34.3%  |      |
| 3        | 정일형   | 134      | 17.5%  |      |
| 총투표수 | 총투표수 | 총투표수 | 767    |      |

1차투표에서 과반득표자가 없자 2차투표가 진행되었는데, 정일형 후보가 이철승 후보를 지지하며 사퇴하자 결선투표가 되었다.
| 득표순위 | 이름     | 득표수   | 득표율 | 비고 |
| -------- | -------- | -------- | ------ | ---- |
| 1        | 이철승   | 389      | 50.8%  |      |
| 2        | 김영삼   | 364      | 47.5%  |      |
| 총투표수 | 총투표수 | 총투표수 | 766    |      |

결선투표 끝에 신민당 전당대회는 이철승 후보를 대표최고위원으로 선출했다.

### 1979년신민당 정기 전당대회
1979년 5월 30일 신민당 전당대회는 단일치도체제를 채택한 뒤 총재선출에 들어갔다. 총재 경선에는 7명의 후보가 난립했으나 김대중 전 의원의 권유로 조윤형, 김재광, 박영록 후보가 김영삼 후보를 지지하고 사퇴함으로써 김영삼, 이철승, 신도환, 이기택의 4파전이 되었다.
| 득표순위 | 이름     | 득표수   | 득표율 | 비고 |
| -------- | -------- | -------- | ------ | ---- |
| 1        | 이철승   | 292      | 38.9%  |      |
| 2        | 김영삼   | 267      | 35.6%  |      |
| 3        | 이기택   | 92       | 11.7%  |      |
| 4        | 신도환   | 87       | 11.6%  |      |
| 5        | 김옥선   | 11       | 1.5%   |      |
| 총투표수 | 총투표수 | 총투표수 | 751    |      |

1차투표가 과반득표자 없이 2차투표로 넘어가자, 이철승 대표와 김영삼 전 총재는 각자 이기택 후보와 신도환 후보를 포섭하는 데에 주력했고, 이에 신도환 후보는 이철승 대표를, 이기택 후보는 김영삼 전 총재를 지지하며 사퇴함으로써 2차투표가 진행되었다.
| 득표순위 | 이름     | 득표수   | 득표율 | 비고 |
| -------- | -------- | -------- | ------ | ---- |
| 1        | 김영삼   | 378      | 50.3%  |      |
| 2        | 이철승   | 367      | 48.9%  |      |
| 총투표수 | 총투표수 | 총투표수 | 751    |      |

2차투표 끝에 신민당 전당대회는 선명야당을 외쳐온 김영삼 전 총재를 총재로 선출하였다.

## 같이 보기
- 민주당 (2008년 대한민국)